# كيلي ليبروك
كيلي ليبروك (بالإنجليزية: Kelly LeBrock)‏ هي عارضة وممثلة أمريكية، ولدت في 24 مارس 1960 بنيويورك في الولايات المتحدة. بدأت مشوارها المهني سنة 1984.

## الأعمال

### أفلام
- المرأة ذات الأحمر (1984)
- علم عجيب (1985)

## وصلات خارجية
- كيلي ليبروك على موقع IMDb (الإنجليزية)
- كيلي ليبروك على موقع روتن توميتوز (الإنجليزية)
- كيلي ليبروك على موقع ألو سيني (الفرنسية)
- كيلي ليبروك على موقع أول موفي (الإنجليزية)
- كيلي ليبروك على موقع قاعدة بيانات الأفلام السويدية (السويدية)
- كيلي ليبروك على موقع إن إن دي بي (الإنجليزية)
- كيلي ليبروك على موقع قاعدة بيانات الفيلم (الإنجليزية)
- كيلي ليبروك على موقع كينوبويسك (الروسية)